# Villa Niccolini (Camugliano)

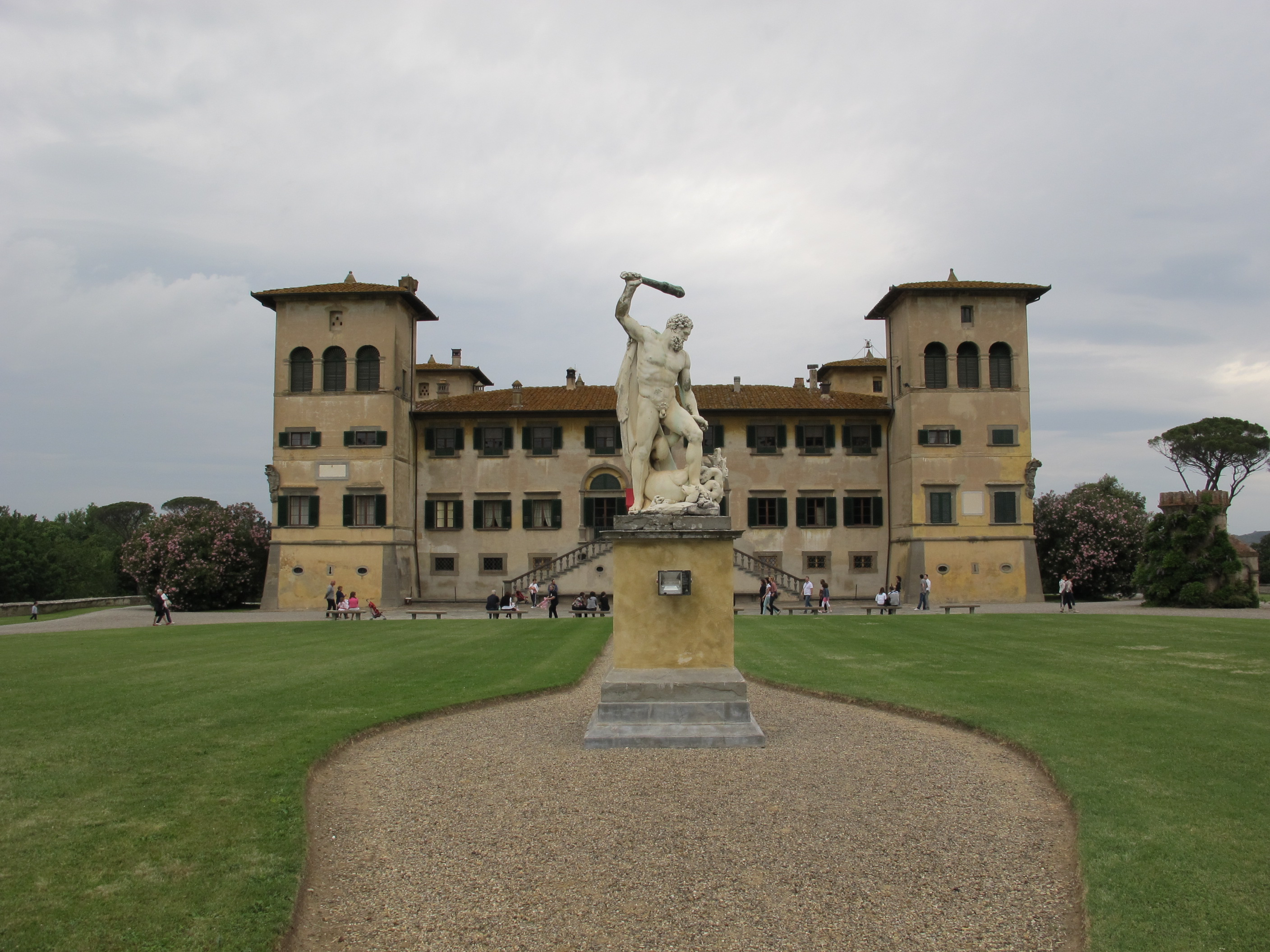
Il retro

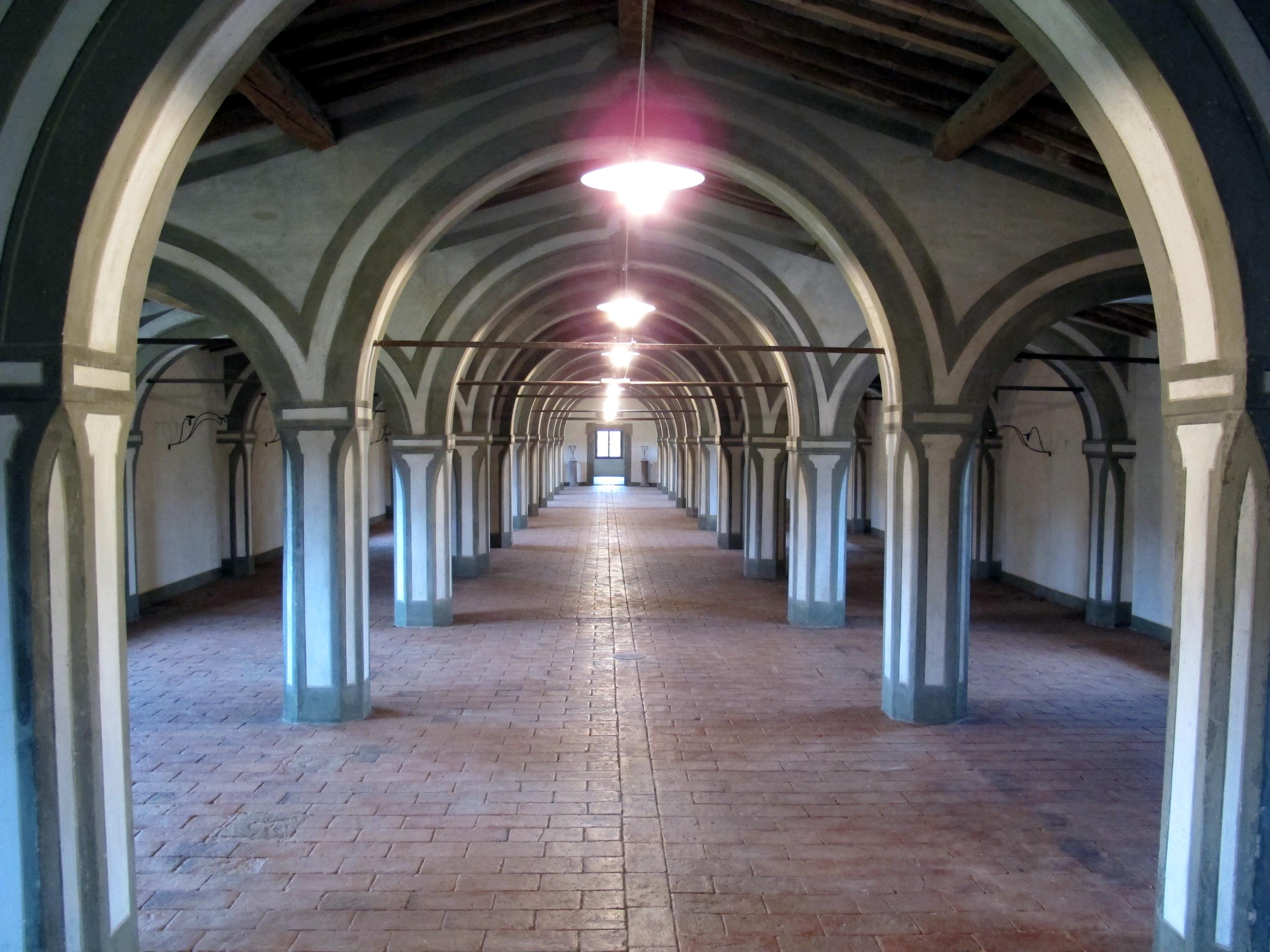
Il granaio seicentesco

Villa Niccolini, già Villa Medicea di Camugliano si trova a est di Ponsacco (provincia di Pisa), nei pressi di un piccolo borgo di origine feudale, Camugliano.

## Storia e descrizione
La zona, alla base di una zona collinare tra le valli dell'Era e del Cascina, venne scelta dal Duca Alessandro de' Medici per realizzare una grandiosa dimora al centro di un'estesa tenuta. La zona aveva anche un ruolo strategico perché gli interessi dei Medici si stavano sempre di più rivolgendo verso la piana pisana, con una politica di espansione verso il mare che fu seguita anche dai successivi granduchi.
La villa si trova in una posizione scenografica al termine di un viale di cipressi, e domina, con la sua compatta struttura cubica e le quattro possenti torrette angolari, la zona circostante.
La villa ricorda molto una struttura fortificata, con le basi delle torri rialzate (la "scarpatura") e gli angoli rinforzati, mentre il piazzale antistante, sul quale la villa si erge maestosa, fu creato per raccogliere all'occasione una piazza d'arme.
Questo prato, nel quale si erge la statua cinquecentesca dell'Ercole che uccide l'Idra, opera di Giovanni Bandini, è delimitato da due corpi di fabbrica simmetrici, usati come scuderie e caserme.
L'uso militare delle ville tornò a farsi necessario infatti dopo le insurrezioni antimedicee di Pisa (1494) e del Valdarno (1530), contro le quali furono costruite appunto le ville di Camugliano e, più tardi, la gemella Villa medicea dell'Ambrogiana a Montelupo Fiorentino.
Nella seconda metà del Cinquecento Cosimo I donò la villa di Camugliano a Giuliano Gondi per i servigi resi alla casata medicea. In seguito fu ceduta a Matteo Botti che, dopo essere stato investito del titolo di marchese di Campiglia d'Orcia da Cosimo II, la ridonò al granduca, con un atto datato 25 dicembre 1615.
Il 23 settembre 1637 i Medici nella persona del Granduca Ferdinando II rinunciarono definitivamente alla villa e alla tenuta di Camugliano, vendendola al senatore Filippo Niccolini, che contemporaneamente venne anche nominato marchese di Camugliano e di Ponsacco.
La famiglia Niccolini approntò alcune modifiche alla struttura originale, come la scalinata a doppia rampa che raccorda la facciata e la loggetta d'ingresso al primo piano con il piazzale antistante. In seguito la loggetta venne chiusa da grandi vetrate, mentre il parco circostante veniva sistemato secondo la moda dominante all'inglese. Davanti alla villa venne creata una scenografica bordatura ellittica a siepe decorata da busti in marmo, che ancora oggi abbraccia il piazzale.
La villa oggi è ancora di proprietà privata e non è visitabile.
Della tenuta fa parte anche l'oratorio di San Filippo.